# 제2베트남야전부대
제2베트남야전부대(II Field Force, Vietnam; II FFV)는 베트남 전쟁 동안의 미국 육군의 군단급 사령부였다.

## 역사
1966년 3월 15일, 제2베트남야전부대는 주월 미군 육군의 역사에서 가장 거대한 군단 사령부이자 제22(XXII)군단의 계보를 이었다. 롱빈에 본부를 둔 베트남 군사원조사령부의 구성군사령부로서, 제3군단 전술 지역(후에 제3군관구로 개명되었다.), 사이공 주변의 11개 지방을 책임졌다. 구정 대공세와 캄보디아 기습에 참전한 부대를 통제하였다. 미국 지상전투부대가 철수하는 도중에 1971년 5월 2일 해체되었다.

## 편성
- 제1보병사단
- 제1기병사단
- 제4보병사단, 3여단
- 제9보병사단
- 제25보병사단
- 제82공수사단, 3여단
- 제101공수사단
- 제173공수여단
- 제196경보병여단
- 제199경보병여단
- 제11기갑기병연대
- 제1임무대
- 태국 왕립육군 자원병부대
- 제12항공단 (전투)
  - 제11항공대대 (전투)
  - 제13항공대대 (전투)
  - 제145항공대대 (전투)

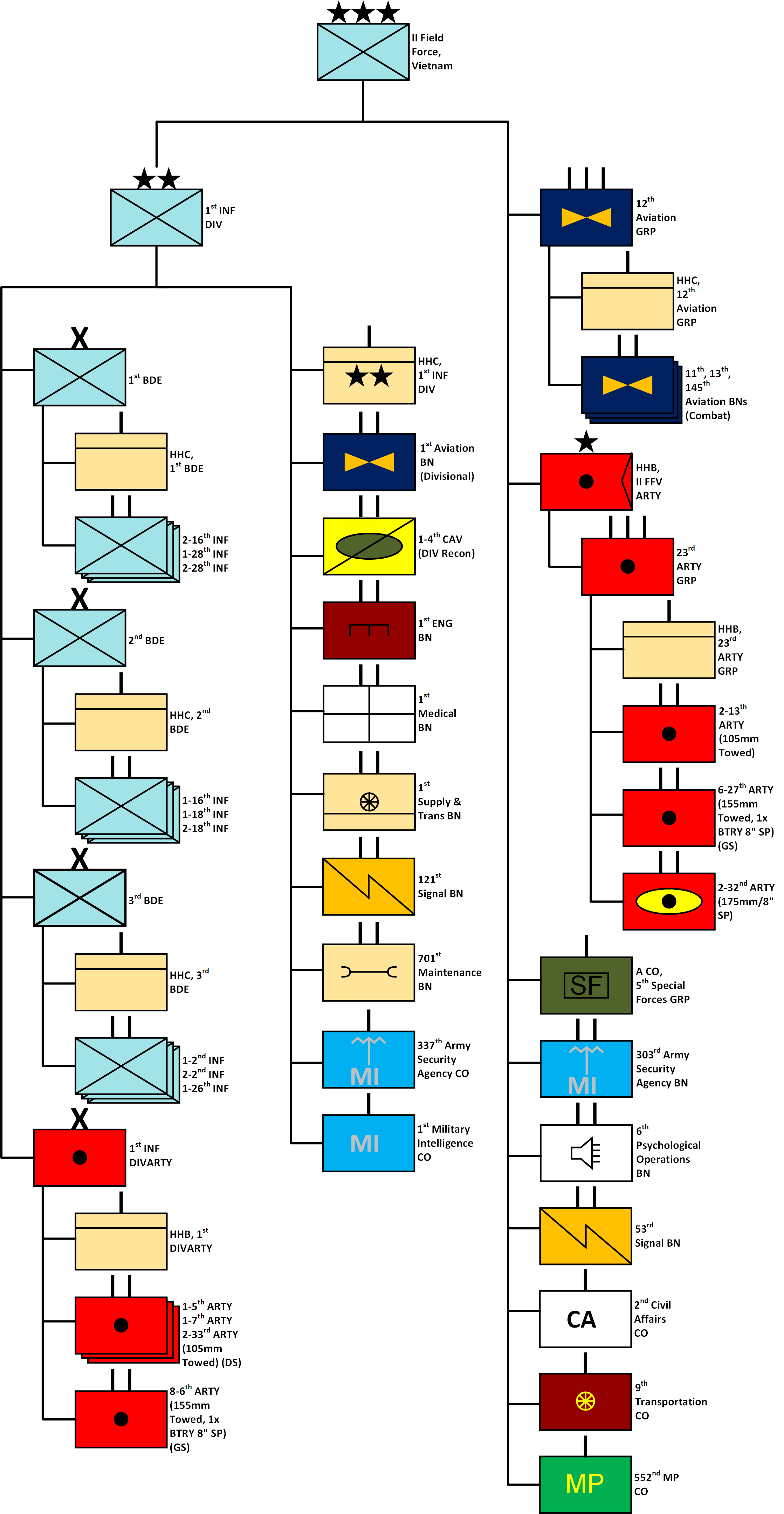
제2베트남야전부대의 1966년 3월 15일자 전투서열

- II FFV 포병대, 본부 및 본부포대
  - 제23포병단, 본부 및 본부포대
    - 제13야전포병, 2대대 (105 mm Towed)
    - 제27야전포병, 6대대 (155 mm 자주활강포)
    - 제32야전포병, 2대대 (175 mm/8 in 자주활강포)

  - 제54포병단
- 제5특전단, A중대
- 제6심리작전대대
- 제53통신대대
- 제303육국보안국대대
- 제2민사중대
- 제9수송중대
- 제44육군우편중대
- 제552헌병중대
- 제7군사역사파견대
- 제14공공정보파견대
- 제16공공정보파견대
- 제29화학파견대
- 제219군사정보파견대

## 역대 사령관
| 사진 | 계급 | 성명                                     | 취임일     | 이임일     |
| ---- | ---- | ---------------------------------------- | ---------- | ---------- |
|      | 중장 | Jonathan O. Seaman 조나단 O. 씨먼        | 1966년 3월 | 1967년 3월 |
|      | 중장 | Bruce Palmer Jr. 브루스 팔머 Jr.         | 1967년 3월 | 7월        |
|      | 소장 | Frederick C. Weyand 프레데릭 C. 웨이얀드 | 1967년 6월 | 1968년 8월 |
|      | 소장 | Walter T. Kerwin Jr. 월터 T. 캐윈 Jr.    | 1968년 8월 | 1969년 4월 |
|      | 중장 | Julian J. Ewell 줄리언 J. 이웰           | 1969년 4월 | 1970년 4월 |
|      | 중장 | Michael S. Davison 마이클 S. 데이비슨    | 1970년 4월 | 1971년 5월 |

## 같이 보기
- 베트남 전쟁 전투 서열
- 제1베트남야전부대

## 참고
- Stanton, Shelby (1981). 《Vietnam Order of Battle》 (영어). 워싱턴 D.C.: U.S. News Books. 61-63쪽. ISBN 0-89193-700-5.